# Conrad Lant
Conrad Thomas Lant, plus connu sous le pseudonyme de Cronos, est un musicien, producteur et graphiste britannique né le 15 janvier 1963 à Londres.
Il est célèbre pour être le leader, chanteur et bassiste du groupe de heavy metal anglais Venom, et ce depuis 1979. Ayant quitté momentanément le groupe en 1989, il fondera son propre groupe éponyme, Cronos, actif entre 1990 et 1995. Revenu au sein de Venom en 1996, il se consacre désormais uniquement à ce dernier.

## Discographie

### AvecVenom
- 1981 : Welcome to Hell
- 1982 : Black Metal
- 1984 : At War with Satan
- 1985 : Possessed
- 1986 : Eine Kleine Nachtmusik (live)
- 1987 : Calm Before the Storm
- 1996 : The Second Coming (live)
- 1997 : Cast in Stone
- 2000 : Resurrection
- 2002 : The Seven Gates of Hell : The Singles 1980-1985 (compilation)
- 2002 : In League with Satan (compilation 2 CD)
- 2005 : MMV (anthologie 4 CD)
- 2006 : Metal Black
- 2008 : Hell
- 2011 : Fallen Angels
- 2015 : From the Very Depths
- 2018 : Storm The Gates

### AvecCronos
- 1990 : Dancing in the Fire
- 1993 : Rock'n'Roll Disease
- 1995 : Venom (compilation + inédits)
- 1996 : Triumvirate (album annulé)
- 2006 : Hell to the Unknown (anthologie 2 CD)

### AvecProbot
- 2004 : Centuries of Sin (EP limité à 6666 copies)
- 2004 : Probot

### Participations
- 1996 : Cradle of Filth - Dusk... and Her Embrace (voix additionnelles)
- 1997: Enthroned - Toward the Skullthrone of Satan (voix additionnelles)
- 2005 : Hammerfall - Chapter V: Unbent, Unbowed, Unbroken (voix additionnelles)